# Distretto di Horki
Il distretto di Horki (in bielorusso Горацкі раён?, Goracki raën) o distretto di Gorki (in russo Горецкий район?, Goreckij rajon) è un distretto (raën) della Bielorussia appartenente alla regione di Mahilëŭ.